# Aeroportul Bannu
Aeroportul Bannu (IATA: BNP, ICAO: OPBN) este un aeroport din Pakistan ce deservește zona Bannu⁠(d). A fost numit după zona deservită.
Situat la o altitudine de 404 m, aeroportul dispune de o singură pistă. Este operat de Pakistan Civil Aviation Authority⁠(d).